# ゲイト・シアター
- ゲイト・シアター
- ゲート・シアター
- ゲイト劇場
- ゲート劇場

ゲイト・シアター (英語: Gate Theatre) はダブリンのキャヴェンディシュ・ロウにある劇場である。1928年に設立された劇場で、1930年からキャヴェンディシュ・ロウで営業している。サミュエル・ベケットやブライアン・フリールといった劇作家の作品の上演に携わり、アイルランドの現代演劇においてはアビー劇場の次に重要な位置をしめる劇場であると見なされている。

## 来歴

### 始まり
ゲイト・シアターは1928年にヒルトン・エドワーズとミホル・マクリアモルにより、デイジー・バナード・コグリーとジャロード・オ・ロフランの協力を得て設立された。最初のシーズンではヘンリック・イプセンの『ペール・ギュント』、ユージン・オニールの『毛猿』、オスカー・ワイルドの『サロメ』を含む7作の芝居が上演された。 
はじめの2シーズンはピーコック・シアターで公演した。その後、キャヴェンディシュ・ロウにある18世紀の建造物であるロタンダ病院のアッパー・コンサート・ホールに引っ越した。この建物はリチャード・ジョンストンが設計し、1791年に完成した病院の別館で、かつてはロタンダ・ルームズと呼ばれていた。引越しの後、1930年2月17日にゲーテの『ファウスト』で杮落としした。 
アイルランド演劇を中心とするアビー劇場とは異なり、ゲイト・シアターはダブリンの観客にヨーロッパやアメリカの演劇を含めた幅広い作品を紹介することを目指した。「明確に国際的な文脈」の中にアイルランドの演劇を位置づけることを目指す劇場であった。初期のゲイト・シアターは「独立後の環境の中で、広い意味でのプロテスタント的視点からアイルランドを想像し直す」ような試みを行っていたと評されている。一方で初期のゲイト・シアターのラインナップはあまりにも国際的であったため、地元の良い劇作家を育成することにはなかなかつながらなかったという指摘もある。 

### ロングフォード伯爵夫妻
新しく引っ越しをしたゲイト・シアターは財政難に陥り、1930年12月12日に閉鎖を公表するための会合が開かれた。そこで第6代ロングフォード伯爵エドワード・パケナムが突然、1200ポンドで残りの権利を買い上げると申し出て劇場は救われることとなった。ロングフォード伯爵のもと、ゲイト・シアターはアビー劇場とは異なる形での新しいアイルランドのある種の「国民劇場」たることを目指した。
1930年代前半にはメアリ・マニングの新作がアビー劇場に断られた作品も含めて3作上演されたが、マニングの作品群は喜劇的である一方、当時のアイルランドの不況や政情不安といった社会状況を反映した作品でもあった。マニングはこの時期にゲイト劇場の雑誌であった『モトリー』の編者もつとめた。
ロングフォード伯爵と妻のクリスティンはエドワーズやマクリアモルとともにゲイト・シアターを運営したが、1936年に溝が生じ、2つの違う劇団が作られて6ヶ月ずつ劇場で公演を行い、他の6ヶ月は巡業をするようになった。1961年にロングフォード伯爵が死亡するまでこれが続いた。ロングフォード伯爵夫人クリスティンは劇作家でもあり、1930年代から50年代にかけて精力的にゲイト・シアターのために執筆を行っていた。
1955年にはサミュエル・ベケットの『ゴドーを待ちながら』のダブリン初演がパイク・シアターで行われたが、この上演はその後、ゲイト・シアターにトランスファーすることとなった。これ以降、ゲイト・シアターはベケットの作品と強いつながりを持つようになった。

### マイケル・コルガン
マクリアモルが1978年に、エドワーズが1982年に死亡し、1983年から演出家のマイケル・コルガンが芸術監督として劇場の運営を担当するようになった。コルガンのもとで、制作した公演の国際的な巡業が行われるようになった。サミュエル・ベケット、ハロルド・ピンター、ブライアン・フリールなど現代の劇作家を精力的にとりあげるようにもなった。1991年に初めてベケット・フェスティバルを開催し、3週間で19本の芝居を上演した。初めてピンターの芝居をとりあげるフェスティバルも実施し、フリールの作品の初演も多数行った。そのうちのひとつであるレイフ・ファインズ主演の『フェイス・ヒーラー』は2006年にブロードウェイでトニー賞を受賞することとなった。
1990年にはアントン・チェーホフの『三人姉妹』をフランク・マクギネスが新しく翻案し、実際の3人姉妹であるシネイド、ソーチャ、ニーヴのキューザック姉妹がタイトルロールを演じるプロダクションが制作された。3姉妹の実父である俳優のシリル・キューザックも出演した。3月に幕が開き、その後ロンドンのロイヤル・コート・シアター でも上演された。
1992年には劇場の改装のため3ヶ月休館した。
2003年にアラン・スタンフォードが『ジェーン・エア』を翻案・演出した際にはバーサ役にアイルランドの黒人女優であるメアリ・ヒーリーが起用された。

### セリーナ・カートメル
2018年にマイケル・コルガンの後を継いでセリーナ・カートメルが芸術監督に就任した。カートメルは就任後、最初のプロダクションとして、エチオピア系アイルランド人の女優で国際的なスターであるルース・ネッガをハムレット役に迎えて『ハムレット』を制作すると発表した。演出はヤエル・ファーバーがつとめた。このプロダクションはニューヨークでも上演された。

## 評価
アイルランドの演劇界においてはアビー劇場の次に報道で言及されることが多く、財政的な規模も大きく、公演数も多い劇場である。ゲイト・シアターの設立はアビー劇場設立に続く「20世紀アイルランド演劇における二番目の主要な出来事」だと言われている。歴史的にもアイルランド演劇の新作の発展に大きく貢献してきたと評価されている。